# Cuisine valencienne

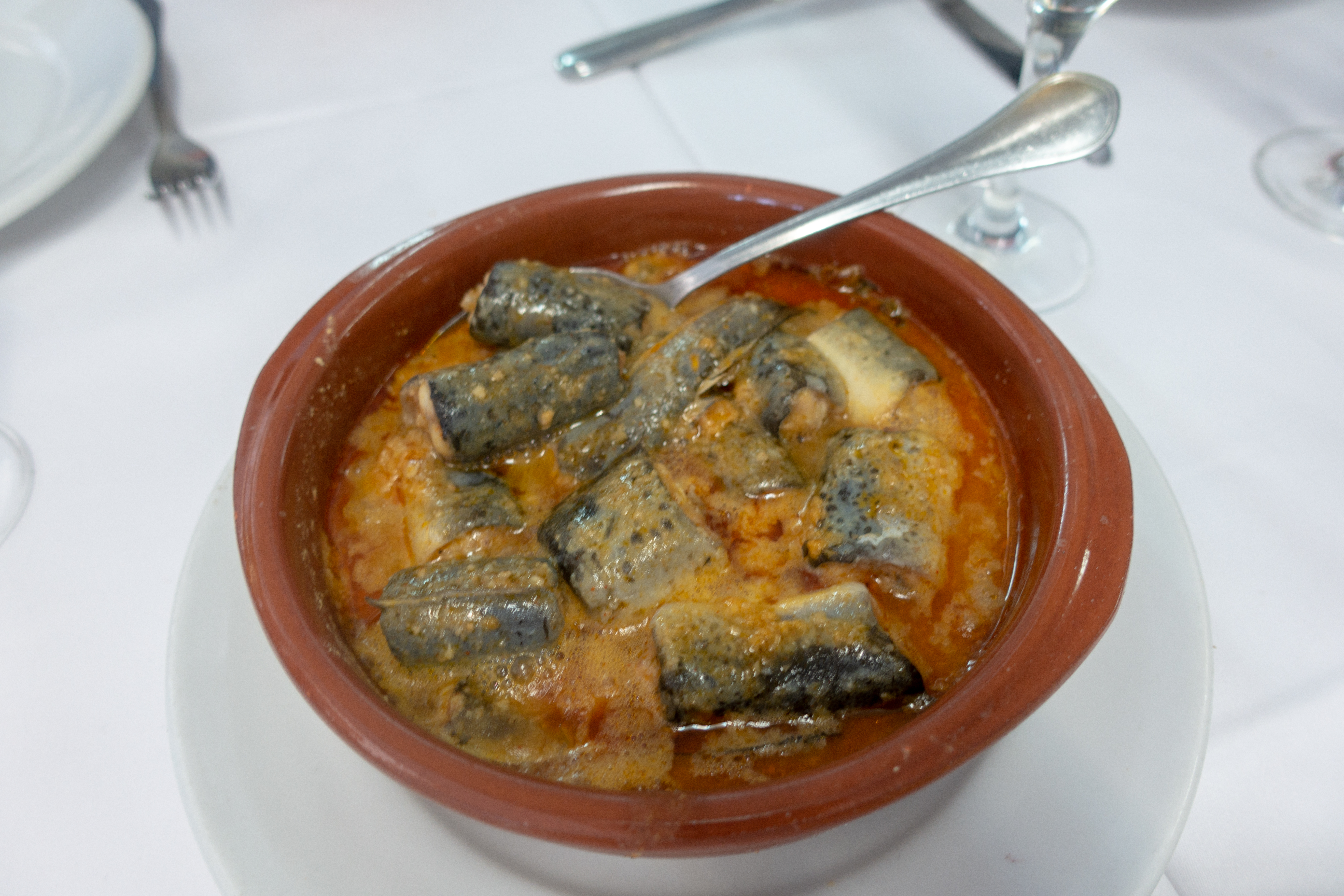
All i pebre.

La cuisine valencienne (en valencien, cuina valenciana) est l'alimentation, les techniques et autres traditions culinaires de la Communauté valencienne, située dans l'est de l'Espagne, sur les rives de la Méditerranée. En tant que telle, elle fait partie intégrante du régime méditerranéen et comprend de l'huile d'olive, une multitude de fruits et légumes, ainsi que des fruits de mer.
Il existe des différences importantes entre la cuisine des zones côtières, où les fruits de mer et les légumes jouent un rôle majeur, et celle de l'intérieur, plus rustique et mettant davantage l'accent sur les produits carnés. Cependant, les deux régions ont en commun le fait qui caractérise la cuisine valencienne : l'utilisation du riz. Cette céréale, cultivée depuis l'époque musulmane à Valence, est très prisée et utilisée dans d'innombrables plats, dont le plus connu au niveau international : la paella valencienne. Le riz de Valence est protégé par l'AOC, tout comme l'artichaut de Benicarló, l'huile d'olive de Valence, le loquat de Callosa, le turrón de Xixona et le xufa (entre autres), qui sert à élaborer la boisson la plus traditionnelle, la horchata de chufa (lait de souchet). Les agrumes de Valence (citrons, oranges et mandarines) sont également célèbres dans le monde entier. 